# La Geneytouse
La Geneytouse, auf Okzitanisch La Janestosa, ist eine Gemeinde in Frankreich. Sie gehört zur Region Nouvelle-Aquitaine, zum Département Haute-Vienne, zum Arrondissement Limoges und zum Kanton Saint-Léonard-de-Noblat. Sie grenzt im Nordwesten an Royères, im Norden an Saint-Léonard-de-Noblat, im Nordosten an Eybouleuf, im Osten an Saint-Denis-des-Murs, im Süden an Saint-Paul, im Südwesten an Eyjeaux und im Westen an Aureil. Die Bewohner nennen sich Geneytousois.
Die vormalige Route nationale 679 führt über La Geneytouse. Sie wurde zur Départementsstraße 979 zurückgestuft.

## Bevölkerungsentwicklung
| Jahr      | 1962 | 1968 | 1975 | 1982 | 1990 | 1999 | 2008 | 2013 |
| --------- | ---- | ---- | ---- | ---- | ---- | ---- | ---- | ---- |
| Einwohner | 724  | 602  | 606  | 634  | 740  | 738  | 812  | 842  |

## Sehenswürdigkeiten
- Kirche Mariä Himmelfahrt
- Kapelle Notre-Dame im Ortsteil Les Allois
- Schlösser Puy Joubert, Puy Faucher und Mas-le-Seuvre

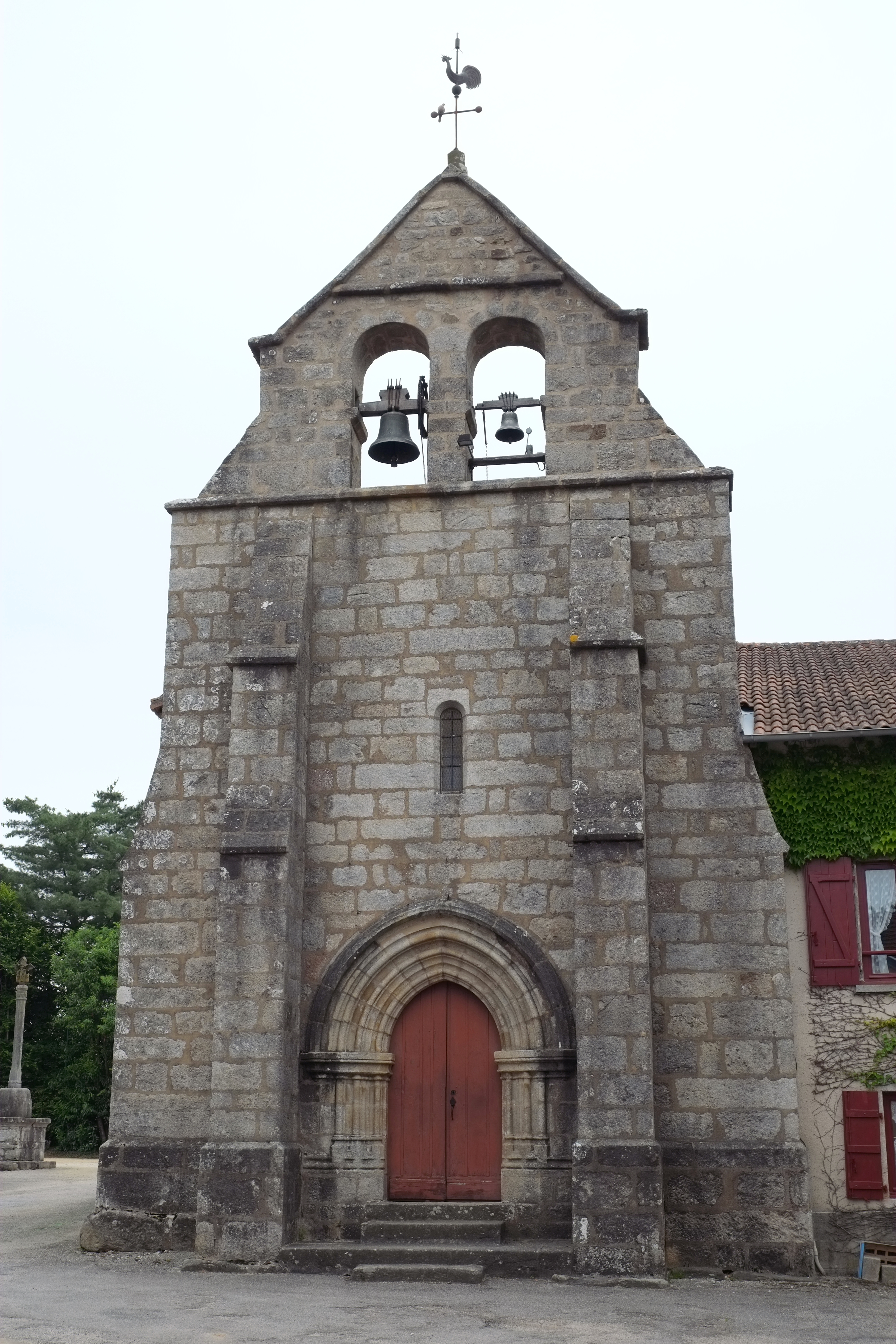
Kirche Mariä Himmelfahrt
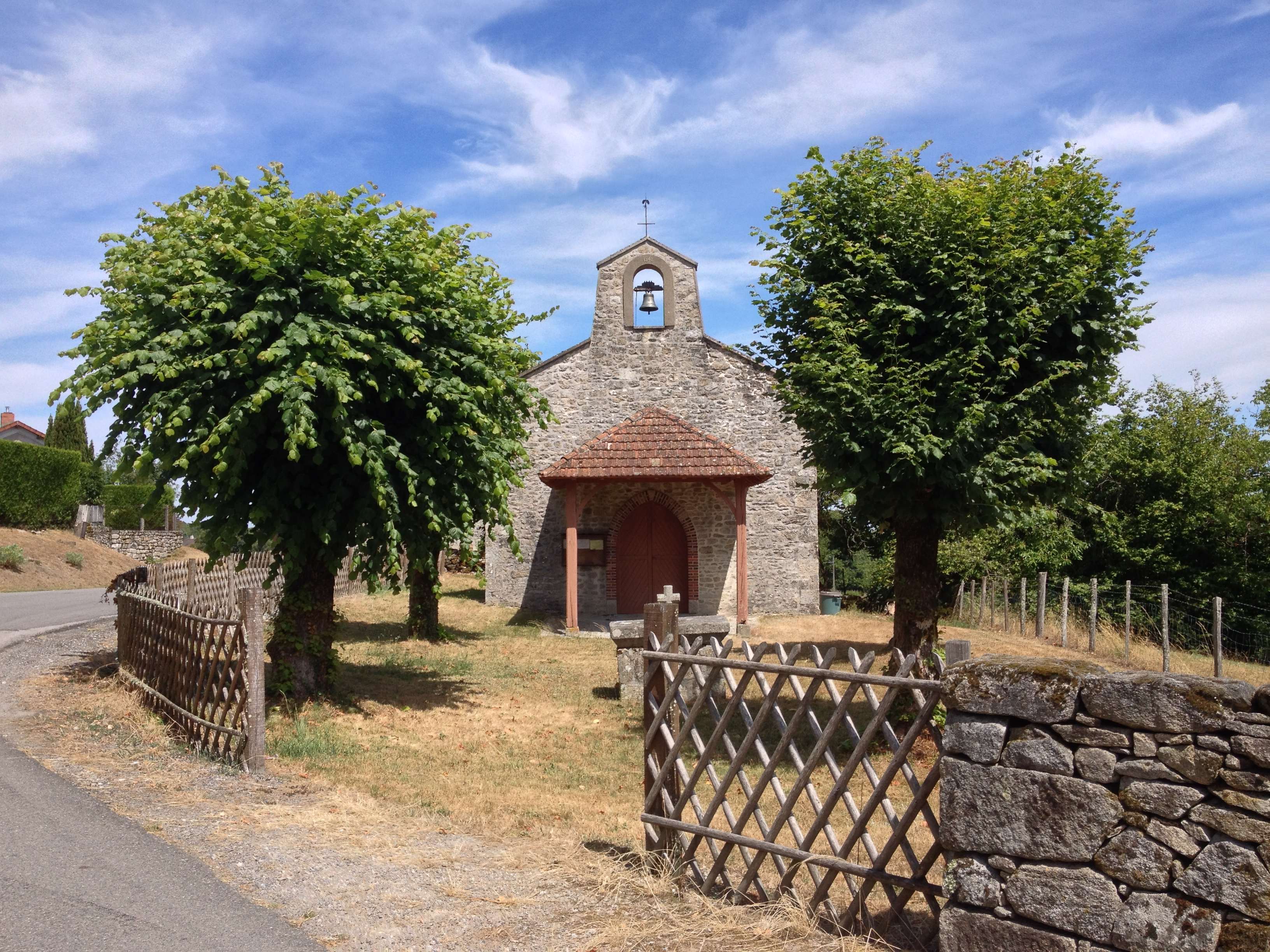
Kapelle Notre-Dame